# Кроненберг, Брэндон
Брэндон Кроненберг (англ. Brandon Cronenberg; род. 10 января 1980, Торонто, Канада) — канадский кинорежиссёр и сценарист, работающий в жанре боди-хоррор. Сын канадского режиссёра Дэвида Кроненберга.

## Биография
Брэндон Кроненберг родился 10 января 1980 года. Окончил кинофакультет Университета Райерсона в Торонто. Полнометражный кинодебют — фильм «Антивирусный» — состоялся в 2012 году на Канском кинофестивале. На создание фильма режиссёра вдохновила собственная болезнь гриппом, наведшая на мысль о том, что микробы в его организме ранее жили в теле другого человека.
Несмотря на интерес критиков, в коммерческом плане фильм провалился. При бюджете около 3 млн канадских долларов, собрал в мировом прокате только 123 407 долларов США.
После коммерческой неудачи в большом кино Кроненберг работал как режиссёр музыкальных видео, в частности для группы своей будущей жены Animalia.
Второй полнометражный фильм «Обладатель» вышел в 2020 году. Однако за несколько месяцев до официальной премьеры был похищен пиратами и выложен в сеть, что негативно сказалось на сборах.

## Фильмография
- 2008 — «Сломанные тюльпаны» / Broken Tulips (короткометражный)
- 2010 — «Камера и Кристофер Мерк» / The Camera and Christopher Merk (2010, короткометражный)
- 2012 — «Антивирусный» / Antiviral (2012)
- 2019 — «Пожалуйста, говорите, не останавливаясь, и описывайте ваши ощущения по мере их возникновения» / Please Speak Continuously and Describe Your Experiences as They Come to You (2019; короткометражный)
- 2020 — «В чужой шкуре» / Possessor (2020)
- 2023 — «Бесконечный бассейн» / Infinity Pool

#### Музыкальные клипы
- 2016 — Animalia, Face On
- 2015 — Animalia, Little Earth; Jooj, Shoulders and Whispers
- 2014 — Animalia, Stifling

## Награды и номинации
| Премия                               | Год  | Категория                    | Итог                                               |
| ------------------------------------ | ---- | ---------------------------- | -------------------------------------------------- |
| Международный кинофестиваль в Чикаго | 2012 | After Dark Competition       | Gold Hugo                                          |
| Кинофестиваль в Сиджесе              | 2012 |                              | Citizen Kane Award for Best Directorial Revelation |
| Кинофестиваль в Сиджесе              | 2012 | Official Fantàstic Selection | Carnet Jove Jury Award                             |
| Кинофестиваль в Торонто              | 2012 |                              | Лучший канадский кинодебют                         |
| Сандэнс                              | 2020 | Grand Jury Prize             | Номинация, не получил                              |

## Критика
Основные темы творчества: критика современного общества потребления, технологии, телесные изменения и мутации, одержимость. Вот, как он описывал магистральную идею своего полнометражного кинодебюта: 

Я думаю, что одержимость знаменитостями, очень древнее человеческое явление. Взгляните на обожествление святых, людей, возведенных почти до статуса богов, повторяющуюся иконографию, фетишизм: стремление заполучить кости пальца конкретного святого, мощи. Я не думаю, что проблема нова и что мы все должны впадать в истерику по этому поводу, но я действительно думаю, что мания, которая движет этим, крайне нездорова, потому что она представляет собой потерю трезвого взгляда.
Оригинал

I think that celebrity mania is sort of an older, broader human thing — if you look at at the deification of the saints and people elevated almost to the status of gods, repeated iconography, physical fetishism: you know, that desire for the finger bone of a particular saint, the relics. I don’t think the problem is new and that we should all get hysterical about it, but I do think the mania that drives that industry is extremely unhealthy because it represents a loss of perspective. 
Стиль, в котором работает Брэндон Кроненберг называется боди-хоррор, ярким представителем которого является его отец.
Сюрреалистический, неторопливый, минималистский и до боли красивый «Антивирусный» развивает идеи ранних фильмов Кроненберга-старшего — глоток свежего воздуха для поклонников этого специфического направления в жанре ужасов.
Творчество Брэндона Кроненберга — конфетка для глаз. Каждый кадр выверен будто по линейке, цвета подобраны в соответствии с палитрой, а если брызжет кровь, то обязательно на белый фон: модные кроссовки или сорочку. Фильмография Кроненберга-старшего породила свой стиль. Кроненберг-младший выглядит прилежным выпускником киношколы, который поверяет гармонию математикой. 

## Личная жизнь
Происходит из семьи деятелей киноискусства. Сын режиссёров Дэвида и Кэролайн Кроненбергов. Брат Кейтлин и Кассандры Кроненберг, которые тоже работают в киноиндустрии, как режиссёры и помощники режиссёра. Племянник художницы по костюмам Дениз Кроненберг. Двоюродный брат режиссёра Аарона Вудли.
В 2019 году Брэндон Кроненберг объявил в Instagram о своей помолвке с лидером и вокалисткой инди-рок группы Animalia Джил Красницки.